# الدعوة عامة (فلم)
الدعوة عامة هو فيلم كوميدي مصري من إخراج وائل فرج وبطولة أحمد الفيشاوي، محمد عبد الرحمن، أسماء أبو اليزيد، سوسن بدر ودينا.تدور أحداث الفيلم في إطار كوميدي أكشن حول معتز الشاب المستهتر الذي تدعي عليه والدته دعوة تقلب حياته رأسا على عقب. صدر الفيلم في 17 أغسطس 2022.

## وصلات خارجية
- مقالات تستعمل روابط فنية بلا صلة مع ويكي بيانات